# Elvis (phim 2022)
Elvis là một bộ phim điện ảnh Mỹ - Úc thuộc thể loại tiểu sử - ca nhạc - chính kịch công chiếu năm 2022 do Baz Luhrmann viết kịch bản, đạo diễn và đồng sản xuất. Với sự tham gia diễn xuất của các diễn viên gồm Austin Butler, Tom Hanks, Olivia DeJonge, Helen Thomson, Richard Roxburgh, Kelvin Harrison Jr., David Wenham và Kodi Smit-McPhee, bộ phim theo chân về cuộc đời và sự nghiệp của cố danh ca huyền thoại Elvis Presley dưới góc nhìn của Thiếu tướng Tom Parker - cũng là người quản lý của anh. Bộ phim chính thức khởi quay từ tháng 1 năm 2020 đến tháng 3 năm 2021.
Elvis có buổi công chiếu tại Liên hoan phim Cannes lần thứ 75 vào ngày 25 tháng 5 năm 2022, và sau đó được Warner Bros. Pictures phát hành tại Úc vào ngày 23 tháng 6 năm 2022, cũng như tại Mỹ và Việt Nam vào ngày 24 tháng 6 năm 2022. Sau khi ra mắt, bộ phim nhận về những lời khen ngợi từ giới chuyên môn, nhất là diễn xuất của Butler, nhạc phim cũng như sự đầu tư chỉn chu về thiết kế sản xuất lẫn phục trang. Bộ phim cũng là một thành công về mặt doanh thu khi thu về 286 triệu USD từ kinh phí sản xuất 85 triệu USD, qua đó trở thành tác phẩm tiểu sử ca nhạc có doanh thu cao thứ nhì mọi thời đại chỉ sau Bohemian Rhapsody: Huyền thoại ngôi sao nhạc rock (2018), và là bộ phim có doanh thu cao thứ tư tại Úc.